# Luis Malo Valdivieso
Luis Malo Valdivieso (1823-1896) fue un notable jurista, empresario y hombre público ecuatoriano.

## Biografía
Nació en la hacienda de Chuquipata, provincia del Cañar, el 10 de agosto de 1823, siendo el undécimo de los trece hijos del matrimonio compuesto por el Doctor Miguel Malo de la Peña (1778-1845), de cepa neogranadina, Abogado y Primer Presidente de la Corte Superior de Cuenca -nombrado por el Mariscal Sucre al fundarse la misma, en 1822- y Gobernador del Azuay, y de doña Teresa de Valdivieso y Carrión, natural de Loja y deuda cercana del Doctor José Félix Valdivieso, distinguido jurisconsulto y estadista. Entre sus hermanos están el Doctor Benigno Malo, distinguido estadista, diplomático y pensador político.
Cuando este fue designado Ministro de Estado en 1843, al partir para Quito llevó consigo a Luis, quien de inmediato ingresó en el recién fundado Colegio Militar de Quito, institución de la que egresó con el grado de alférez. Alcanzaría más tarde el de teniente coronel. Allí conoció a Gabriel García Moreno y se piensa que dadas las diferencias políticas entre ambos, llegó a darse un duelo del cual el futuro presidente no salió indemne. Sin embargo, este fue buen amigo de Benigno. Como todos sus hermanos, cursó estudios superiores en la Universidad Central del Ecuador, hasta recibirse de Abogado. A su regreso a Cuenca, procreó -fuera de matrimonio- a Gabriel Arsenio Ullauri (1847), quien una vez adulto tuvo una participación decisiva en el liberalismo azuayo.
En compañía de sus hermanos Benigno y Joaquín (también abogado), creó una fábrica textil en Cuenca, trayendo desde Boston una maquinaria moderna y muy cara, pues costó más de doscientos mil pesos, y ésta fue instalada a orillas del río Tomebamba. Después de pocos años, la empresa se enfrentó a una crisis y cayó en bancarrota, ante la realidad de la carencia de materia prima en el país, la dificultad del cultivo del algodón y la primacía de la tela inglesa -de buena calidad y barata- que atestaba el mercado regional. La industria se vendió a pérdida total para los accionistas. Pese a este revés, los socios reemergieron a través de nuevos negocios, en especial el de importaciones y exportaciones, al que Malo se dedicó por completo desde la década de 1860.
Con motivo de sus actividades comerciales muy provechosas, el Doctor Malo realizó algunos viajes a Europa, en donde residió largas temporadas. Estuvo presente en la Exposición Universal de París de 1878.
El Doctor Malo ocupó un puesto singular en la vida pública de Cuenca, destacándose además como una de las figuras precursoras del liberalismo en dicha ciudad. Ejerció el cargo de Gobernador del Provincia del Azuay en cuatro ocasiones (1865, 1875, 1895, 1896), Comandante del Distrito del Azuay en 1869, Presidente del Ilustre Concejo Municipal de Cuenca en 1877 y Rector de la Universidad de Cuenca en 1896, nombrado por el General Eloy Alfaro.

### Muerte
La muerte del Doctor Malo ocurrió trágicamente en plena revolución liberal, mientras él se desempeñaba como Gobernador del Azuay, nombrado por los vencedores alfaristas. El 5 de julio de 1896 tuvo lugar la toma de Cuenca por parte de las huestes antialfaristas. Cuatrocientos hombres bajo las órdenes del Coronel Antonio Vega Muñoz (1856-1906), aclamado por el pueblo cuencano como su Caudillo, irrumpieron brutalmente en la ciudad.
El gobernador doctor Malo, que a la sazón estaba siguiendo los avances de la refriega desde su casa (en cuyos bajos tenía su establecimiento comercial) ubicada frente a la Plaza Mayor de Cuenca, en las calles Sucre y Luis Cordero. Cerró su almacén, que algunos proyectiles impactaban, y "en un corredor alto paseaba rezando el rosario que llevaba a la mano, pues era muy devoto de la Virgen del Rosario" (Memorias de Daniel Toral). Pendiente de su hijo Carlos y de los demás soldados del Estado Mayor que luchaban desde el cuartel, contiguo a su casa, salía por breves instantes para alentarlos. Al abrir la puerta, recibió un tiro en la cabeza que lo mató instantáneamente. El disparo provino del guerrillero Jesús Vázquez, nativo de Gualaceo.
La toma de Cuenca dejó al menos setenta muertos y fue un episodio sangriento de la revolución liberal de Ecuador.

### Familia
En 1857, se había casado con doña Jesús de Andrade y Morales, sobrina de don Jerónimo Carrión, Presidente del Ecuador de 1865 a 1867, y nieta del General Antonio Morales Galavís (Bogotá, 1784-Panamá, 1852), Benemérito de la Independencia de Colombia. Procrearon cinco hijos: Federico, Hortensia, Carmen, César y Carlos.
| Predecesor: Manuel Vega Dávila           | Gobernador del Azuay 4 de abril de 1865 – 6 de octubre de 1865                          | Sucesor: Miguel Heredia y Astudillo |
| Predecesor: Rafael Borja                 | Gobernador del Azuay 12 de octubre de 1875 – 25 de diciembre de 1875                    | Sucesor: Rafael Torres Beltrán      |
| Predecesor: Benigno Astudillo            | Gobernador del Azuay 25 de agosto de 1895 – 22 de enero de 1896                         | Sucesor: Leonidas Plaza Gutiérrez   |
| Predecesor: Leonidas Plaza Gutiérrez     | Gobernador del Azuay 15 de mayo de 1896 – 5 de julio de 1896 (su muerte)                | Sucesor: Rafael María Arízaga       |
| Predecesor: Miguel León Garrido (Obispo) | Rector de la Universidad de Cuenca 10 de marzo de 1896 – 5 de julio de 1896 (su muerte) | Sucesor: José Félix Chacón          |

- Datos: Q5983843